# Marvy Jack
株式会社Marvy Jack（マーヴィージャック、英: Marvy Jack Co., Ltd.）は、日本のアニメ制作会社。

## 概要
2003年10月、東京ムービー（現：トムス・エンタテインメント）で制作を務めた大野雅義が設立したアニメ制作会社。当初は制作プロデューサー及び制作進行の出向営業を主な業務とし、2007年より東京都三鷹市下連雀（白石建設ビル）に本社オフィス兼制作部、東京都武蔵野市吉祥寺に作画スタジオを置いて制作会社の陣容を整える。
一時規模を縮小し、東京都杉並区善福寺1丁目9番21号に移転した後、2017年以降はスタジオディーンからのグロス請け（シリーズ制作協力）を中心に手がけている。
2021年、本社を制作スタジオが所在している東京都武蔵野市吉祥寺本町3丁目22番11号 エーアイパレス吉祥寺 2階へ移転。
関連会社に海外動仕を主な業務とする「Big Owl（ビッグオウル）」がある。

## 主な作品

### テレビアニメ
| 開始年 | 放送期間  | タイトル                                                                        | 監督     | シリーズ構成 | アニメーション プロデューサー | 原作 | 共同制作           |
| ------ | --------- | ------------------------------------------------------------------------------- | -------- | ------------ | ----------------------------- | ---- | ------------------ |
| 2009年 | 7月 - 9月 | 狼と香辛料II                                                                    | 高橋丈夫 | 荒川稔久     | 小林辰与 大野雅義             | 小説 | ブレインズ・ベース |
| 2024年 | 4月 - 6月 | 出来損ないと呼ばれた元英雄は、 実家から追放されたので好き勝手に生きることにした | 古賀一臣 | 池田臨太郎   | 齋藤隆行 大野恵               | 小説 | スタジオディーン   |
| 2025年 | 1月 - 3月 | 没落予定の貴族だけど、暇だったから魔法を極めてみた                              | 石倉賢一 | 髙橋龍也     | 齋藤隆行 大野恵               | 小説 | スタジオディーン   |
| 2025年 | 10月 -    | デブとラブと過ちと!                                                             | 古賀一臣 | 綿種アヤ     | 未公表                        | 漫画 | N/A                |

### Webアニメ
| 配信年 | タイトル                                  | 監督                    | シリーズ構成 | アニメーション プロデューサー | 原作       | 共同制作          |
| ------ | ----------------------------------------- | ----------------------- | ------------ | ----------------------------- | ---------- | ----------------- |
| 2012年 | こいけん! 〜私たちアニメになっちゃった!〜 | kamisiro                | 赤尾でこ     | 松橋厚至                      | ゲーム     | N/A               |
| 2022年 | 七つの大罪 怨嗟のエジンバラ（前編）       | 阿部記之（総） ボブ白旗 | N/A          | 大野雅義 松田桂一 大野恵      | スピンオフ | Alfred Imageworks |
| 2023年 | 七つの大罪 怨嗟のエジンバラ（後編）       | 阿部記之（総） ボブ白旗 | N/A          | 大野雅義 松田桂一             | スピンオフ | Alfred Imageworks |
| 2023年 | 陰陽師                                    | 山本蒼美                | 山本蒼美     | 大野恵                        | 小説       | N/A               |

### ゲーム
- この部室は帰宅しない部が占拠しました。（2012年）

### 制作協力
| 年     | タイトル                 | アニメーション プロデューサー | 制作元請         | 備考                       |
| ------ | ------------------------ | ----------------------------- | ---------------- | -------------------------- |
| 2017年 | 霊剣山 叡智への資格      | 松田桂一 大野雅義             | スタジオディーン | N/A                        |
| 2018年 | 伊藤潤二『コレクション』 | 大野雅義                      | スタジオディーン | N/A                        |
| 2018年 | 悪偶 -天才人形-          | 大野雅義                      | スタジオディーン | N/A                        |
| 2019年 | 七つの大罪 神々の逆鱗    | 門貴治 浦崎宣光               | スタジオディーン | 制作プロデュース：大野雅義 |
| 2021年 | 七つの大罪 憤怒の審判    | 門貴治 坂本佳亮               | スタジオディーン | 制作プロデュース：大野雅義 |

| 開始年 | タイトル                                           | 制作元請                      |
| ------ | -------------------------------------------------- | ----------------------------- |
| 2008年 | ゴルゴ13                                           | アンサー・スタジオ            |
| 2008年 | 地球へ…                                            | 南町奉行所 東京キッズ         |
| 2008年 | 鋼鉄三国志                                         | ピクチャーマジック            |
| 2008年 | 紅                                                 | ブレインズ・ベース            |
| 2008年 | ネオ アンジェリーク Abyss -Second Age-             | ゆめ太カンパニー              |
| 2008年 | ゼロの使い魔〜三美姫の輪舞〜                       | J.C.STAFF                     |
| 2009年 | アキカン!                                          | ブレインズ・ベース            |
| 2010年 | 荒川アンダー ザ ブリッジ                           | シャフト                      |
| 2010年 | 荒川アンダー ザ ブリッジ×ブリッジ                  | シャフト                      |
| 2010年 | テガミバチ                                         | Studioぴえろ+                 |
| 2011年 | FAIRY TAIL                                         | A-1 Pictures                  |
| 2011年 | 電波女と青春男                                     | シャフト                      |
| 2011年 | とある魔術の禁書目録II                             | J.C.STAFF                     |
| 2011年 | 神様ドォルズ                                       | ブレインズ・ベース            |
| 2011年 | 神様のメモ帳                                       | J.C.STAFF                     |
| 2012年 | 宇宙兄弟                                           | A-1 Pictures                  |
| 2012年 | 聖闘士星矢Ω                                        | 東映アニメーション            |
| 2012年 | トータル・イクリプス                               | Ixtl サテライト               |
| 2013年 | 戦姫絶唱シンフォギアG                              | サテライト                    |
| 2014年 | マギ The kingdom of magic                          | A-1 Pictures                  |
| 2014年 | 戦国無双SP 真田の章                                | TYOアニメーションズ           |
| 2014年 | 蟲師 続章                                          | アートランド                  |
| 2015年 | VENUS PROJECT -CLIMAX-                             | ノーマッド                    |
| 2016年 | 初恋モンスター                                     | スタジオディーン              |
| 2017年 | カブキブ!                                          | スタジオディーン              |
| 2017年 | ナイツ&マジック                                    | エイトビット                  |
| 2021年 | 進化の実〜知らないうちに勝ち組人生〜               | HOTLINE                       |
| 2022年 | プラチナエンド                                     | シグナル・エムディ            |
| 2022年 | 農民関連のスキルばっか上げてたら何故か強くなった。 | studio A-CAT                  |
| 2023年 | 絆のアリル                                         | WIT STUDIO シグナル・エムディ |
| 2023年 | もののがたり                                       | BN Pictures                   |
| 2025年 | ふたりソロキャンプ                                 | SynergySP                     |

| 開始年 | タイトル   | 制作元請     |
| ------ | ---------- | ------------ |
| 2010年 | 黒執事     | A-1 Pictures |
| 2011年 | FAIRY TAIL | A-1 Pictures |
| 2011年 | HELLSING   | グラフィニカ |

| 上映年 | タイトル                         | 制作元請         |
| ------ | -------------------------------- | ---------------- |
| 2023年 | 機甲英雄 劇場版 我與我等於無限大 | 旭プロダクション |

| 開始年 | タイトル             |
| ------ | -------------------- |
| 2011年 | とある魔術の禁書目録 |
| 2011年 | とある科学の超電磁砲 |
| 2013年 | WHITE ALBUM2         |
| 2015年 | 戦国無双4            |

### その他
作品
- 幸せの青いモテリーマン
- GPS&レコーダー探知機　霧島レイモデル Lei01/Lei02、他多数

アニメーション編集
- 七つの大罪 神々の逆鱗
- 戦国コレクション
- brothers conflict
- ヤマノススメ
- 少年メイド
- 推しが武道館いってくれたら死ぬ

アニメーション背景
- 淫らな青ちゃんは勉強ができない
- 賢者の孫

背景作業
- インフィニットデンドログラム
- ベイブレードバーストスパーキング
- PET
- ベイブレードバーストガチ
- 神田川JET GIRLS
- ケンガンアシュラ
- ドラえもん
- サークレットプリンセス
- からくりサーカス
- 閃乱カグラ
- 軒轅剣・蒼き櫂
- RELEASE THE SPYCE
- 政宗くんのリベンジ
- ゴールデンカムイ
- 刻々
- 干物妹！うまるちゃん2
- 少女終末旅行
- 大正メビウスラインちっちゃいさん
- カブキブ！
- ガヴリールドロップアウト
- 干物妹！うまるちゃん
- デジモンtri
- この素晴らしき世界に祝福を
- スーパーラヴァーズ
- 機動戦士ガンダム 水星の魔女

PV
- カタナ・ソード・アンド・オイラン・ソーサリー（キャラクターデザイン協力）
- イトシセツナナミダ（アニメーションパート）
- ぷんちきぱやっぱーヾ(゜∀゜)ノ♪」
- ウッーウッーウマウマ(゜∀゜) -フルーツバージョン-
- ウッーウッーウマウマ(゜∀゜)